# Saison 11 du Meilleur Pâtissier
Vous pouvez aider à l'améliorer ou bien discuter des problèmes sur sa page de discussion.
- Il n'est pas vérifiable et peut contenir des informations totalement erronées. Il est fortement conseillé aux contributeurs d'étayer son contenu par des sources fiables. Sans cela, sa suppression pourrait être envisagée. (si vous venez d'apposer le bandeau, veuillez cliquer sur ce lien pour créer la discussion et en afficher les indications). (Marqué depuis avril 2025)
- Il peut contenir un travail inédit ou des déclarations non vérifiées. Vous pouvez l’améliorer en ajoutant des références. (Marqué depuis novembre 2023)

- Archive Wikiwix
- Bing
- Cairn
- DuckDuckGo
- E. Universalis
- Gallica
- Google
- G. Books
- G. News
- G. Scholar
- Persée
- Qwant
- (zh) Baidu
- (ru) Yandex
- (wd) trouver des œuvres sur Wikidata

Vous pouvez aider à l'améliorer ou bien discuter des problèmes sur sa page de discussion.
- Il ne cite pas suffisamment ses sources. Vous pouvez indiquer les passages à sourcer avec {{référence nécessaire}} ou {{Référence souhaitée}}, et inclure les références utiles en les liant aux notes de bas de page. (Marqué depuis août 2022)
- Son texte doit être wikifié : il ne correspond pas à la mise en forme Wikipédia (style, typographie, liens internes, liens entre les wikis, etc.). (Marqué depuis avril 2025)
- Sa typographie ne respecte pas les conventions de Wikipédia. Vous pouvez solliciter de l’aide de l’Atelier typographique. (Marqué depuis avril 2025)

- Archive Wikiwix
- Bing
- Cairn
- DuckDuckGo
- E. Universalis
- Gallica
- Google
- G. Books
- G. News
- G. Scholar
- Persée
- Qwant
- (zh) Baidu
- (ru) Yandex
- (wd) trouver des œuvres sur Wikidata

 (juillet 2025).
Motif : manque de références qualitatives, TI. Références non qualitatives, peu nombreuses. Saison ne se démarquant pas particulièrement.
- Archive Wikiwix
- Bing
- Cairn
- DuckDuckGo
- E. Universalis
- Gallica
- Google
- G. Books
- G. News
- G. Scholar
- Persée
- Qwant
- (zh) Baidu
- (ru) Yandex
- (wd) trouver des œuvres sur Wikidata

| 1. | Préciser le motif de la pose du bandeau. | Précisez le motif de la pose du bandeau en utilisant la syntaxe suivante : {{admissibilité à vérifier\|date=juillet 2025\|motif=remplacez ce texte par le motif}}                                    |
| 2. | Informer les utilisateurs concernés.     | Pensez à avertir le créateur de l'article, par exemple, en insérant le code ci-dessous sur sa page de discussion : {{subst:avertissement admissibilité à vérifier\|Saison 11 du Meilleur Pâtissier}} |

La onzième saison du Meilleur Pâtissier, est une émission de télévision franco-belge de concours culinaire, diffusée sur M6 à partir du 7 septembre 2022. Elle est présentée par Marie Portolano.
Cette saison entend fêter la 100e émission du programme à travers une soirée spéciale.

## Tournage
Marie Portolano présente une fois de plus l'émission . Le jury est composé de Cyril Lignac et de Mercotte.
L'émission est produite par Kitchen Factory Productions et BBC Studios France (sociétés de production qui produisent l'émission depuis la première saison).
L'émission a été tournée au Château de Neuville à Gambais, qui avait déjà accueilli le tournage lors de la première saison.

## Nouveautés
- Si vous ne connaissez pas le sujet, laissez ce bandeau (vous pouvez alors contacter les auteurs).
- Si vous supprimez le contenu mis en cause (vous pouvez préalablement contacter les auteurs),

argumentez précisément cette suppression dans la page de discussion
(un manque de référence n'est pas un argument ; une recherche réelle de référence doit avoir été effectuée, être formellement documentée).
Lors de la 1re émission, les 16 candidats ont la possibilité de choisir l'épreuve sur laquelle ils vont s'affronter. Pour cela, 2 destinations contenant 8 places chacune, soit Chocoland, le défi de Cyril Lignac ou soit le Royaume des fruits, le défi de Mercotte. À l'issue des deux destinations, les 4 meilleurs pâtissiers se qualifient. Les 8 pâtissiers non qualifiés ont une chance de se rattraper via une ultime épreuve créative, les 2 moins bons sont éliminés. À l'issue de l'épisode, 14 candidats intègrent la suite de l'émission.
Pendant l'épreuve créative, chaque chef invité pourra attribuer un coup de cœur à un pâtissier afin de sauver le pâtissier de l'élimination en cas de danger ou lui permettre de remporter des points pour le tablier bleu.

## Candidats
(juin 2025).
Ci-dessous, la liste des 16 candidats de cette saison[source insuffisante] :
|   | Candidats | Profession                                        | Localisation                          | Départ et réf.                                                                                       |
| - | --------- | ------------------------------------------------- | ------------------------------------- | --- |
| ♀ | Carine    | Fonctionnaire dans une collectivité               | Le Mans, 72[réf. nécessaire]          | Épisode 1 (Battue par Wiggings)[réf. nécessaire]                                                     |
| ♀ | Wiggings  | Assistante de direction                           | Nanterre, 92[réf. nécessaire]         | Épisode 1 (Compétition principale) Épisode 2 (Cuisine secrète, battue par Franklin)[réf. nécessaire] |
| ♂ | Hervé     | Chef d'équipe dans le BTP                         | Martigues, 13[réf. nécessaire]        | Épisode 3 (Battu par Franklin)[réf. nécessaire]                                                      |
| ♂ | Sébastien | Chef d'une entreprise en cybersécurité            | Toulouse, 31[réf. nécessaire]         | Épisode 4 (Battu par Franklin)[réf. nécessaire]                                                      |
| ♂ | Franklin  | Retraité                                          | Paris, 75[réf. nécessaire]            | Épisode 2 (Compétition principale) Épisode 5 (Cuisine secrète, battu par Najoua)[réf. nécessaire]    |
| ♀ | Najoua    | Consultante en affaires étrangères                | Courbevoie, 92[réf. nécessaire]       | Épisode 5 (Compétition principale) Épisode 6 (Cuisine secrète, battu par Karel)[réf. nécessaire]     |
| ♂ | Karel     | Ingénieur en reconversion                         | Paris, 75[réf. nécessaire]            | Épisode 6 (Compétition principale) Épisode 7 (Cuisine secrète, battu par Alicia)[réf. nécessaire]    |
| ♀ | Alicia    | Conductrice de poids lourd                        | Strasbourg, 67[réf. nécessaire]       | Épisode 7 (Compétition principale) Épisode 8 (Cuisine secrète, battu par Justine)[réf. nécessaire]   |
| ♀ | Justine   | Pharmacienne                                      | Amiens, 80[réf. nécessaire]           | Épisode 8 (Compétition principale) Épisode 9 (Cuisine secrète, battu par Sébastien)[réf. nécessaire] |
| ♀ | Vanessa   | Cheffe d'entreprise d'une agence de communication | Kintzheim, 67[réf. nécessaire]        | Éliminée (épisodes 1 – 10)[réf. nécessaire]                                                          |
| ♂ | Sébastien | Chorégraphe et danseur                            | Saint-Affrique, 12[réf. nécessaire]   | Éliminé (épisodes 1 – 11)[réf. nécessaire]                                                           |
| ♀ | Cléo      | Patineuse artistique                              | Montlignon, 95[réf. nécessaire]       | Éliminée (épisodes 1 – 12)[réf. nécessaire]                                                          |
| ♀ | Adelina   | Responsable de magasin                            | Belgique[réf. nécessaire]             | Éliminée (épisodes 1 – 13)[réf. nécessaire]                                                          |
| ♂ | Benjamin  | Acheteur fruits et légumes                        | Saint-Alban, 31[réf. nécessaire]      | Finalistes (épisodes 1 – 14)[réf. nécessaire]                                                        |
| ♂ | Nils      | Doctorant en finance                              | Levallois-Perret, 92[réf. nécessaire] | Finalistes (épisodes 1 – 14)[réf. nécessaire]                                                        |
| ♀ | Manon     | Étudiante en BTS Diététique                       | Montpellier, 34[réf. nécessaire]      | Vainqueur (épisodes 1 – 14)[réf. nécessaire]                                                         |